# 朱珂墦
方城恭惠王朱珂墦（16世紀—1595年7月21日），明朝伊藩第五代方城王，方城溫僖王朱褒熇庶三子。

## 生平
嘉靖四十年（1561年）十月，明世宗遣永康侯徐喬松等為正使，太常寺少卿謝敏行等為副使，持節冊封朱珂墦為方城王。
萬曆二十三年（1595年）去世。十二月二十日（1596年1月19日），明神宗為此輟朝一日。萬曆二十六年（1598年），其庶長子朱采即位。

## 家庭

### 妻
- 蔡氏，是河南府學生員蔡臣的女兒，隆慶二年（1568年）四月封方城王妃[4]
- 馮氏（1550年8月15日—1614年2月5日），登封人，是馮永安的女兒[5]

### 子孫
- 庶長子：方城王朱采
- 庶次子：鎮國將軍朱采⿰金序，生母馮氏，妻郭氏，是洛陽縣庠生郭可權的女兒[5]
  - 第一子：朱某[5]
  - 第二子：朱某[5]

## 評價
敬順事上（恭），柔質慈民（惠）。

## 墓誌

### 馮氏
誌石出土於河南省洛陽市，時間不詳。收藏地點不詳。

　明伊藩方城恭惠王妃馮氏合葬墓誌銘

　賜進士出身　　大中大夫　　誥奉陝西按察司按察使　　坦然劉衍祚撰

　賜進士出身　　通議大夫　　兵部左侍郎前巡撫山西

　　地方提督鴈門等關都察　　院右　副　都　御　史　　惺吾魏養蒙書

　賜進士出身　　奉議大夫　　刑部　湖廣清吏司郎中　　任吾范宗文篆

　萬曆四十有一年十二月二十七日

　冊封方城恭惠王妃馮氏薨其子今王采鋂擗踊哀毀殯殮如制訃聞

朝廷遣官祭而有葬典時值

　福藩之國期迫今王當以例避将奉

命徒汝而南卜明年二月二十日啓恭惠王暨

　冊封蔡妃壙合厝焉先期以狀徵余誌緣余曾誌其前妃蔡無用佞也按妃於恭惠

　　誌中稱張緣幼養舅家從母姓實爲登封馮公永安女母張氏妃生有奇姿聰慧

　　貞淑端莊幽靜循循然以典彝自閑年及笄入王宮恭惠異之宮中事無大小嘉

　　與咨謀妃寬厚和平時濟以敏練之識諸所指畫無有不愜於中外者

　太妃劉雅號嚴明妃用氷兢戒慎承事朝夕𣺫髓咸當其意允爲克養厥志者矣恭

　　惠嗜善讀書沖然忘勢日與縉紳軰結社諭文每客至供具罔不淟鮮而進御以

　　禮豈其既見君子樂其有儀者耶且雍雍穆穆於諸姬媵無妬無忤有古淑女風

　　焉恭惠薨時今王甫十二齡而鎮國更幼妃拮据贊襄益嚴訓誨求無失恭惠德

　　誼王若其訓事佔俾親賢豪識丕承先烈洛人士咸謂其媲美東乎河澗撫按往

　　往交章薦其賢旌異之扁至盈府門云此固天授非人力廼其得之母儀者良多

　　已妃既貴以

　金冊雲帔越數年而蔡妃薨妃愈雍穆食不珍羞服不羅綺齋素是甘雖其天性亦

　　王家之僅見者也諸王孫嬉戲膝下在在有螽斯之賦妃諭王延師勤訓蒙以養

　　正其裕後何殷殷哉妃匕箸素健偶一疾輙将革王調藥餌籲神祇祈以身代妃

　　從容謂曰王指日且維新汝上矣洛吾故土也吾願終於洛竟再不起鳴呼宜壽

　　而不壽天道果無知耶距生於嘉靖二十九年七月初四日比薨時得壽六十有

　　四子二皆妃出長即方城王采鋂配永寧縣庠生封兵馬指揮田產玉女

　冊封爲妃次鎮國將軍采⿰金序配洛陽縣庠生郭可權女

　誥封夫人孫男十八鋂出長曰鳳𤁤選配汝州卿進士任靈璧縣知縣杜冠時女七

　　幼未請名封二⿰金序出俱幼未請名封孫女一鋂出字洛陽縣庠生王鳴河子鍾乙

　　妃配先王合葬是宜有銘　銘曰卓哉賢妃太姒徽音承先義重裕後恩深喆嗣

　　英英奇孫振振懿祉無疆休寧孔順玄宮幽靜一龍雙鳳並美同歸神安魂定山

　　水流光雲樹含芳吁磋乎占土氣於邙坂兮億萬斯年永昌